# Minuta molka
Minuta molka je roman Mimi Malenšek, ki ga je leta 1965 izdala Cankarjeva založba.

## Zgodba
Doktor France Potočnik bedi ob svojem umirajočem prijatelju iz mladosti Petru Klemencu in se pogovarja z njegovo gospodinjo in ljubico Marušo.
Ko sedi v naslonjaču in čaka, kaj bodo prinesle naslednje ure, se mu spomin vrača v rano mladost, ko sta se s Petrom spoznala. Bili so šesterica prijateljev: Peter, France, Bernard, Žane, Pavle in Valentin. Skupaj so rasli in se družili, vse do mature, ko so jih večino ob začetku prve svetovne vojne poklicali v vojsko. Vsa svoja mladostna leta, pa je bil zaljubljen v Mirto, hčer vaškega notarja, ki se je izučila za bolničarko in je kasneje tudi delala v bolnišnici, kjer so oskrbovali ranjence. Preden je tudi samo odšel na bojno fronto ob Dravi, kjer so se borili za Koroško, se je z Mirto začel tudi videvati. Mirta se kasneje poroči s srbskim častnikom in se preseli v Beograd. Preden pa se preseli, pa še enkrat sreča Franceta, ki je v bolnišnici zaradi prestreljenega gležnja.
Po nekaj letih, ko France doštudira medicino in se zaposli v ljubljanski bolnišnici pa tam vidi Mirto. Mirta umira za tuberkulozo in France zanjo skrbi do dneva ko umre. Po Mirtini smrti se France zaljubi v njeno mlajšo sestro, Leljo in se z njo in Mirtino hčerko Tamaro preseli v notarjevo vilo, kjer sta odraščali Mirta in Lelja.
Kmalu se začne druga svetovna vojna, umreta mu starša. Rodi se mu mrtev otrok, Lelja pa za posledicami težkega poroda umre. France zopet obleče vojaško uniformo in začne delati kot vojaški zdravnik v mestni bolnišnici. Občasno hodi na vas zdravit ranjene partizane. Nekega dne pa v bolnišnico ponj prideta dva gestapovca, ki njega in Tamaro odpeljeta v delovno taborišče Trinajst. Tam nadaljuje z zdravniškim delom, le da tokrat dela za naciste. Tam spozna mladega Jean Pierra, ki ga po poskusu bega pretepejo do smrti in Simono, žensko ki so jo pripeljali iz taborišča v Bremnu. Tudi vanjo se zaljubi. Po koncu vojne pa-ko so odhajali iz taborišč-Simona izgine. France je nikoli več ni videl.
Vrne se v svojo rodno vas in obišče sestro Mici. S Tamaro se odselita v Ljubljano, kjer ona nadaljuje študij medicine, on pa še naprej dela kot zdravnik. Ko Tamara dokonča študij in se zaposli v bolnišnici za tuberkulozne, se France vrne v rodno vas in obišče notarjevo vilo, kjer je živel. Tam znova postane vaški zdravnik. S Petrom se spominjata vseh, ki sta jih poznala in se z minuto molka poklonita vsem, ki so izgubili življenje v vojnama.
Z mislimi se vrne v sedanjost, ko je star 65 let in bedi ob Petru, ki boleha za hudo obliko pljučnice. Odpelje ga v bolnišnico, kjer Peter-ki je bil njegova zadnja vez s preteklimi spomini-umre.

## Kritika in literarna zgodovina
»Zaradi velike časovne razsežnosti in časovno angažiranega koncepta je bila pisateljica prisiljena, da v romanu obravnava številne ter po intenziteti različne zgodovinske situacije na Slovenskem ... Ta velika predimenzioniranost jo je privedla do eklekticizma« 
»[S]plošno ozračje med ljudmi ob važnejših zgodovinskih peripetijah je večidel ustrezno zadeto.« 
»Dramatičnost in mizanscenska razgibanost romana torej pomenita njegov boljši del in sta temeljiteje izpeljani kot široka slika nacionalno-političnih razmer v zadnjih petdesetih letih, četudi delo v obeh primerih ne ostaja brez nekih, sicer kolikor toliko opravičljivih praznin. V splošnem je roman lepo, tekoče napisan ter sodi nedvomno v boljšo polovico dosedanjega obširnega opusa Mirni Malenšek« (Šifrer 1966: 8/9)